# باب کریستی (راننده مسابقه)
باب کریستی (انگلیسی: Bob Christie؛ زادهٔ ۴ آوریل ۱۹۲۴، درگذشتهٔ ۱ ژوئن ۲۰۰۹ در گرنتس پاس، اورگن) رانندهٔ مسابقات اتومبیل‌رانی فرمول یک اهل ایالات متحده آمریکا بود که از فصل ۱۹۵۴ تا ۱۹۶۰ در مجموع در هفت گراند پری شرکت کرد، اما موفق به کسب هیچ امتیازی نشد.
کریستی در ۱ ژوئن ۲۰۰۹ در گرنتس پاس، اورگن درگذشت.